# Open invention network
Pour les articles homonymes, voir OIN.
L’Open invention network (OIN) est un fonds de propriété intellectuelle créé fin 2005 par IBM, Novell, Philips, Red Hat et Sony pour réunir un ensemble de brevets en lien avec le noyau Linux et d'autres technologies connexes afin de les mettre gratuitement à disposition des développeurs de logiciels libres dans ces domaines,.
En avril 2011, l'OIN compte 74 entreprises parmi ces membres avec pour nouveaux arrivants, Facebook Inc, HP. Toutefois Google, change de statut pour devenir membre associé et non plus titulaire. 
Liste des applications clé selon l'OIN : Apache, Eclipse, Evolution, 389 Directory Server, Firefox, GIMP, GNOME, KDE, Mono, Mozilla, MySQL, Nautilus, OpenLDAP, OpenOffice.org, Open-Xchange, OVHCloud, Perl, PostgreSQL, Python, Samba, SELinux, Sendmail et Thunderbird.